# محيي عبد الحسين مشهدي
محيي الدين عبد الحسين مشهدي الشمري (1935 - 8 آب 1979) قيادي عراقي في حزب البعث العربي الاشتراكي، وسكرتير الرئيس أحمد حسن البكر، اُتهم بالتأمر مع الحكومة السورية البعثية ضد الحكومة العراقية البعثية، وأُحضر إلى قاعة الخلد وأَمره الرئيس صدام حسين بإلقاء اعترافه بأنه تآمر على الحكومة العراقية. وشكلّت محكمة خاصة لمحاكمته ضمن 68 متهماً، وأُعلنَ اسمه مع المعدومين يوم 8 آب (أغسطس) سنة 1979.

## نشأته
ولد محيي في بغداد، الكرخ، محلة الجعيفر، ودرسَ في المدرسة الجعفرية، وقبيل حصوله على الشهادة الإعدادية اختلف مع أبيه. إذ كان محيي يرغب في التسجيل في كلية القوة الجوية، أمّا أبوه عبد الحسين فكان يريد له الدخول إلى قسم الكهرباء في كلية الهندسة، لأن الأب كان مصلحاً كهربائياً مشهوراً في بغداد، بل حصل على ساعة ثمينة تكريماً من وصيّ العرش، الأمير عبد الإله في يوم إنارة شارع الرشيد، تقديراً لجهود عبد الحسين، بُترَ اثنان من أصابع عبد الحسين في أثناء عمله، كان الخلاف بين محيي وأبيه سبباً لخروج محيي من البيت وتركه الدراسة.

## مناصبه
بعد أن استلم صدام حسين رئاسة العراق خلفاً لأحمد حسن البكر سنة 1979، أُعفي محيي الدين من مناصبه، منصباً بعد الآخر حتى يوم 15 تموز حين زالت عنه كل مناصبه.
- عضو في مكتب العمال المركزي لحزب البعث.
- وزير دولة بلا وزارة سنة 1974م.
- عضو القيادة القطرية لحزب البعث العربي الاشتراكي العراقي، انتخبَ للعضوية سنة 1977م.
- عضو مجلس قيادة الثورة ونُفذت إقالته من عضويته يوم 12 تموز سنة 1979.
- سكرتير الرئيس أحمد حسن البكر، وقد ذكر صدام حسين أن محيي الدين كان مرصوداً منذ عمله سكرتيراً للرئيس أحمد حسن البكر، وأن صدام حسين لم يأمر باعتقاله بعد استقالة أحمد حسن البكر مباشرةً.

## اعترافه

موقع قاعة الخلد وسط بغداد

الحكم على محيي الشمري مذكوراً في جريدة الجمهورية في صدر الصفحة، ثاني الأسماء

بدأ اجتماع قاعة الخلد بحديث صدام حسين عما قال إنه مؤامرة دبّرها بعض القياديين البعثيين العراقيين لصالح القيادة البعثية السورية تمهيداً لإنشاء اتحاد بين العراق وسورية، يكون البعثيون العراقيون نواباً للأسد، وذلك أمر مرفوض «لأن حزب البعث العربي الاشتراكي ما تقودُ مسيرتَهُ سكرتاريةٌ بل تقود مسيرتَهُ ثوارٌ ومناضلين وصيغ العمل الجماعي». وقال: «كانت القيادة …من فترة من الزمن … وعلى وجه الخصوص منذ خمسة أشهر.. تتابع التخريب اللي يقومون بيه بعض الخونة في داخل القيادة مع آخرين لا زالوا موجودين بين صفوفكم لاحقاً…رغم التنبيه والإشارات في اجتماعات القيادة في مناسبات شتى لكي يرعوي اللي يريد يستفيد، ويريد يجر رجله من خط التأمر والتخريب… مع ذلك بذلت القيادة صبر خاص لكي تجعل المتأمرين يأخذون مداهم …اللي يجعل القيادة كلها تشوف بعيونها وتلمس بنفسها هذا التأمر.. وهذه الخسة.وكان في ذهننا أن نطول خلك أكثر رغم خطورة التأمر اللي راح تسمعوه..لكن چتي [جاءت] الظروف اللي شدد بيها …الرفيق المناضل احمد حسن البكر على ضرورة خروجه للأسباب اللي وضعها في خطابه …لكي تجعلنا مضطرين للبداية بأحد المتآمرين من أعضاء القيادة..هو محيي عبد الحسين …….. القاعد الآن يمكم [معكم] .. لأنه هو سكرتير.. الرفيق احمد حسن البكر…ولأسباب ادبية قدرنا أنه من غير الجائز أن تكون البداية بيه بعد الإعلان الرسمي لاستقالة الرفيق المناضل احمد حسن البكر.. لأسباب أدبية ولأسباب عملية.الادبية معروفة … والعملية لكي لايقال ويحصل ربط بأن هذا الخط التآمري.. هم الجماعة المختلفين مع الخط الباقي …وأسباب الاختلاف هي استقالة الرفيق المناضل احمد حسن… ومشينا بالموضوع بما..ما نمتلكه من معلومات وما نمتلكه من احساس… الظلام..جسم مرئي أيها الرفاق..في وسط الضوء … يؤشر على نفسه.. كما يؤشر الضوء على نفسه ولكن بطريق آخر.. وبصيغ أخرى، كنا نقرأ في قلوبنا صفحات التآمر قبل أن نمتلك المعلومات عن التآمر..ومع ذلك كنا صابرين …. وبعض الرفاق كان يلوم على بعضنا انو عنده مثل هذه الاكتشافات ومع ذلك صابر على الحال.. رغم طول الزمن… ولكن… كانت كل القيم.. قيم الأرض وقيم السماء معاكم ومع حزبكم لكي يظهر الحق ويسحق الباطل. وتأكيدا للمنهج اللي أكد عليه حزبنا منذ انتمينا أله..….وأكد على تطبيقاته الحية …بشكل مركز وتفصيلي منذ عدة سنوات من الآن… أردنا نؤكد حقيقة ثابتة ونهائية. وهو أن الحق البعثي ينبغي أن يعطى له كحد السيف.. بشكل فاصل كحد السيف..لكي يطلب منه الواجب والتنفيذ بشكل قاطع وفاصل كحد السيف.. وتأكيدا لهذه القيم الديمقراطية.. ردنا نطلعكم على جانب ….من أحد الاشخاص اللي متهمين بهذه القضية.وراح يحچيلكم تفصيلياً كيف بدأت عملية الغدر والخيانة لتكوين تنظيم داخل الحزب خارج القيادة من أعضاء من القيادة وآخرين ما كانوا أعضاء قيادة انضموا لهم بعد ما أصبحوا أعضاء قيادة، وكيف بوشر بالاتصال بالكادر الحزبي؟ وما هي الأساليب لاستدراج الكادر الحزبي؟ والمبالغ التي استُلمت من النظام السوري الخائن العميل نؤكدها مرة أخرى مثل ما كنا نؤكدها في السابق، والرسائل المتبادلة والخطط المشتركة بما في ذلك التدخل عسكرياً من جانب سوريا عن طريق الإسقاط المظلي بملابس عراقية. راح تسمعون كل هذا وأرجو ان تتماسكون وتضبطون نفسكم لأنو الثوار مطلوب منهم أن يتماسكوا في النصر ومطلوب منهم أن يتماسكوا في حالات مأساوية من هذا النوع.. لانهم ثوار ومناضلين… يتفضل محيي يحچيلكم عن الامور اللي..أوجزتكم بيها.»، طلب صدام حسين وهو على المنصة من محي الشمري الجالس أن يقوم إلى المنصة ويتكلم بما عنده، فأخذ محي يذكر اعترافه بالتهمة الموجهة له ويذكر رفاقه المشتركين معه.

## قبل الاعتراف
- قال القيادي البعثي طاهر توفيق العاني "في اجتماع القيادة القطرية الذي قدم فيه البكر استقالته، لم يعترض أحد على تنحي البكر غيري. إذ طلبتُ منه بإلحاح العدول عنها وبقاءه قائدا للمسيرة. وعندما رفض، قلتُ له: أتوسل إليك أن تبقى أبًا وخيمة للجميع.. شكرني، لكنه أصر على الاستقالة. وقال عدنان الحمداني في ذلك الاجتماع: أنتم عودتمونا (يقصد البكر وصدام) أن لا نعارض ما تتفقون عليه. كما أن محيي الشمري قال مرات عدة بصوت منخفض جدا وكأنه يحدث نفسه: لا- السيد الرئيس لا يستقيل. فغضب البكر، وقال له: هل أنت تتحدث بالنيابة عني؟…وفي يوم (1979/07/19)، قال محيي الشمري في اجتماع القيادة القطرية إنه قابلَ البكرَ، وهو لا يرغب بالاستقالة، وإن بإمكان القيادة التأكد من البكر نفسه، وكان يضحك مستهزئا. فقال له صدام غاضبا: "حتى هذا تستكثره على أبو هيثم والله لأطلع خيوطك أين ترتبط"، وطرده من الاجتماع إلى قاعة جانبية صغيرة؛ موجها كلامه إلى فرَّاشه الخاص كامل حنا لاعتقاله. وبعد اعتقال محيي، توالت الاعتقالات. فاعتُقل أعضاء القيادة القطرية عدنان الحمداني وغانم عبد الجليل ومحمد عايش، ثم محمد محجوب.[7]
- قال القيادي البعثي تايه عبد الكريم «محيي أجبر أو أُغريَ لأنه يعرف أنه سينعدم، وساوموه [قائلين] تحكي هذا الحكي سنعفوا عنك ولو ما تحكي تنتهي، وهو صدّق وكان مثل الغريق تشبث بقشة، فما حكى وما تحدث به محيي الشمري وحدّدَ به من أسماء إنما كان شيئاً مُعدّاً له في التحدّث به وفي تشخيص بعض العناصر والأسماء التي عرضها عليهم».[2][8]